# Мэдиган, Сесил
Сесил Мэдиган — австралийский землепроходец и геолог. Также был метеорологом, автором и офицером британской армии.

## Биография
После смерти отца его вырастила мать. Участник Австралийской антарктической экспедиции, куда поехал, отклонив уже выигранную им стипендию для изучения геологии в Оксфорде. Во время этой экспедиции Мэдиган совершил несколько походов во внутренние районы материка, собрав данные о наличии в Антарктиде угля, за что получил Полярную медаль. Во время Первой мировой войны служил во Франции, был ранен. Участвовал в обследовании отдалённых внутренних областей Австралии, дал имя пустыне Симпсон в честь Альфреда Аллена Симпсона. В 1939 году он возглавил первую большую экспедицию и пересёк эту пустыню. Хотя Мэдиган не был первым, кому это удалось, его часто называют последним классическим исследователем Австралии. Долгие годы читал лекции по геологии в университете города Аделаида. Скончался там же.

## Личная жизнь

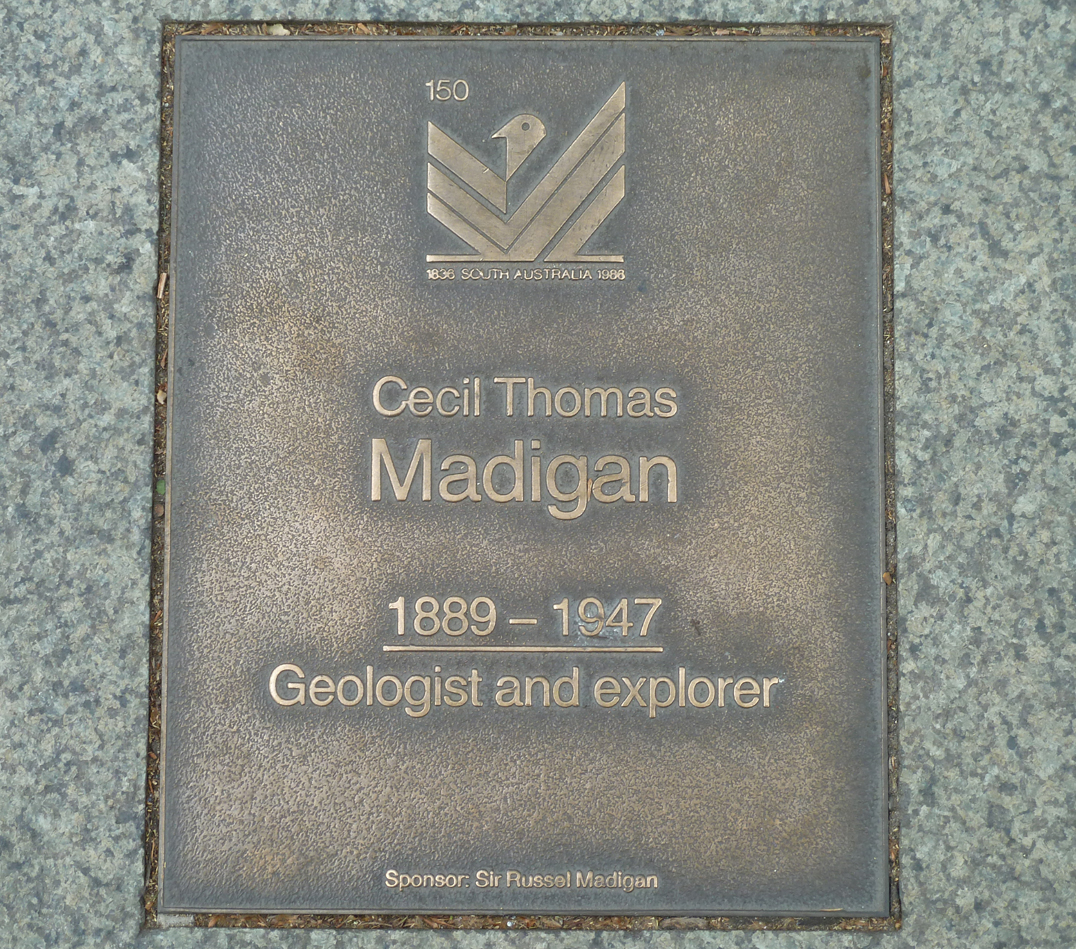
Мемориальная плита в Аделаиде

Был женат. Дочь стала скульптором, внучка арфисткой.

## Публикации
- 1944 — Central Australia. Oxford University Press: Melbourne. /Центральная Австралия/
- 1946 — Crossing the Dead Heart. Georgian House: Melbourne. ISBN 1-876622-16-4 /Пересекая Мёртвое Сердце/